# Matadero de Sueca
El matadero de Sueca se encuentra situado en la avenida de Riola s/n de Sueca en la comarca de La Ribera Baja (Valencia), España.

## Edificio
Es una obra del arquitecto suecano Buenaventura Ferrando Castells de estilo modernista valenciano realizada en 1921. Se encuentra situado en las afueras de la población. Fue edificado en piedra y ladrillo. Destaca su puerta principal, con ornamentación típicamente modernista de tipo geométrico trabajada en ladrillo. 
Consta de una única altura, la planta baja. El resto del edificio es sobrio y austero, en concordancia al uso para el que fue edificado. Después de caer en desuso, actualmente está siendo reconvertido en centro de día para mayores.